# Mimonectes gaussi
Mimonectes gaussi är en kräftdjursart som först beskrevs av Woltereck 1904.  Mimonectes gaussi ingår i släktet Mimonectes och familjen Mimonectidae. Inga underarter finns listade i Catalogue of Life.